# Sabotages en Russie dans le cadre de la guerre contre l'Ukraine
 (juillet 2024).
Vous pouvez aider à l'améliorer ou bien discuter des problèmes sur sa page de discussion.
- Il ne s’appuie pas, ou pas assez, sur des sources secondaires ou tertiaires. (Marqué depuis février 2023)
- Son texte doit être wikifié : il ne correspond pas à la mise en forme Wikipédia (style, typographie, liens internes, liens entre les wikis, etc.). (Marqué depuis février 2023)

- Archive Wikiwix
- Bing
- Cairn
- DuckDuckGo
- E. Universalis
- Gallica
- Google
- G. Books
- G. News
- G. Scholar
- Persée
- Qwant
- (zh) Baidu
- (ru) Yandex
- (wd) trouver des œuvres sur Wikidata

En 2022 et 2023, une série d'incendies et d'explosions inexpliqués, dont certains seraient consécutifs à des sabotages, se produit sur l'ensemble du territoire russe, provoquant des dégâts matériels et plusieurs victimes. 
Plusieurs causes sont évoquées, selon les cas. Si certains auraient pour cause des sabotages, potentiellement ukrainiens revendiqués ou non, tous n'ont pas été formellement expliqués et les circonstances de leur déclenchement restent obscures, ainsi que leur nombre largement supérieur à la normale, en particulier dans le contexte de l'invasion russe de l'Ukraine en 2022,,. Certains incendies ou explosions seraient aussi le résultat d'efforts de sabotage de la part d'opposants au pouvoir russe. 
Parmi eux, plusieurs incendies volontaires contre des bureaux de recrutement militaire depuis le début de la guerre, actes de rébellion contre la mobilisation partielle décrétée en septembre 2022 par le chef d'État russe Vladimir Poutine. Ils seraient au nombre de 86 à la fin 2022, selon l'ONG Russie-Libertés.

## Liste des incendies

### 2022
| Lieu                                        | Date              | Installation                                                                                 | Morts                                              | Circonstances notables                                                                                        |
| ------------------------------------------- | ----------------- | -------------------------------------------------------------------------------------------- | -------------------------------------------------- | --- |
| Kstovo                                      | 22 mars 2022      | Dépôt pétrolier                                                                              | Pas de victimes                                    | |
| Belgorod                                    | 1 avril 2022      | Dépôt pétrolier                                                                              | 1 mort                                             | |
| Belgorod                                    | 12 avril 2022     | Pont ferroviaire                                                                             | Pas de victimes                                    | |
| Tver                                        | 21 avril 2022     | Deuxième Institut central de recherche du ministère de la Défense de la fédération de Russie | 7 morts                                            | |
| Kinechma                                    | 21 avril 2022     | Usine chimique Dmitrievsky                                                                   | Pas de victimes                                    | |
| Korolev, Oblast de Moscou                   | 22 avril 2022     | Zone industrielle de Frunze                                                                  | Pas de victimes                                    | |
| Barvikha                                    | 23 avril 2022     | Maison du gouverneur de la région de Moscou,                                                 | Pas de victimes                                    | |
| Briansk                                     | 25 avril 2022     | Dépôt de carburant                                                                           | Pas de victimes                                    | |
| Oussouriïsk                                 | 25 avril 2022     | Base aérienne militaire                                                                      | Pas de victimes                                    | |
| Belgorod                                    | 27 avril 2022     | Dépôt de munitions                                                                           | Pas de victimes                                    | |
| Moscou                                      | 28 avril 2022     | Explosions et feux de voitures dans une rue                                                  | Pas de victimes                                    | |
| Ilynskoe                                    | 30 avril 2022     | Centrale GRES-2                                                                              | Pas de victimes                                    | |
| Perm                                        | 1er mai 2022      | Usine de poudre à canon FKP                                                                  | 2 morts et 3 blessés parmi les ouvriers de l'usine | |
| Moscou                                      | 3 mai 2022        | Entrepôts d'une maison d'édition pro-Kremlin                                                 | Pas de victimes                                    | |
| Nijni Novgorod                              | 4 mai 2022        | Zone industrielle                                                                            | Pas de victimes                                    | |
| Nijnevartovsk                               | 4 mai 2022        | Bureau d'enrôlement militaire                                                                | Pas de victimes                                    | Attaque présumée au cocktail Molotov par des militants opposés à la mobilisation partielle                    |
| Koursk                                      | 5 mai 2022        | Inconnue                                                                                     | Pas de victimes                                    | Localisation exacte inconnue                                                                                  |
| Perm                                        | 8 mai 2022        | École militaire aéronautique                                                                 | Pas de victimes                                    | |
| Doubovoïe (en)                              | 11 mai 2022       | Inconnue                                                                                     | Pas de victimes                                    | Bruits d'explosions et lancement de missiles de défense aérienne à proximité de l'incendie, selon un résident |
| Teysin (en), région de Khabarovsk           | 12 mai 2022       | Entrepôts militaires                                                                         | 1 mort, 7 blessés                                  | |
| Berdsk                                      | 17 mai 2022       | Usine chimique produisant du polyéthylène,                                                   | Pas de victimes                                    | Des experts évoquent un sabotage ukrainien, d'après le Daily Mail                                             |
| Joukovski                                   | 21 mai 2022       | Sous-station électrique de l'Institut de recherche de l'aviation russe (TsAGI),              | Pas de victimes                                    | |
| Moscou                                      | 24 mai 2022       | Église orthodoxe Saints-Pierre-et-Paul, district de Lefortovo,                               | Pas de victimes                                    | |
| Moscou                                      | 3 juin 2022       | Immeuble de bureau du Grand Setoun Plaza                                                     | 2 blessés                                          | |
| Komsomolsk-sur-l'Amour                      | 4 juin 2022       | Bâtiment de la garde nationale                                                               | Pas de victimes                                    | |
| Sarov                                       | 8 juin 2022       | Feux de forêt à proximité des bâtiments de Rosatom                                           | Pas de victimes sur le site nucléaire              | |
| Serguiev Possad, dans la banlieue de Moscou | 8 juin 2022       | Entrepôts de l'usine d'optique militaire de Zagorsk                                          | Pas de victimes                                    | |
| Vladivostok                                 | 8 juin 2022       | Bureau de recrutement militaire                                                              | Pas de victimes                                    | Deux personnes ont été aperçues en train de s'enfuir, piste criminelle anti-mobilisation privilégiée          |
| Oust-Louga                                  | 10 juin 2022      | Terminal à bois « Factor » appartenant à l'oligarque Ramis Deberdeyev                        | Pas de victimes                                    | |
| près de Gulevka dans l'Oblast de Bryansk    | 11 juin 2022      | Oléoduc Droujba                                                                              | Pas de victimes                                    | |
| Angarsk                                     | 23 juin 2022      | Station GPL (station de gaz de pétrole liquéfié)                                             | Pas de victimes                                    | |
| Moscou                                      | 3 juillet 2022    | Immeuble d'habitation                                                                        | Pas de victimes                                    | |
| près de Moscou                              | 3 août 2022       | Entrepôt de commerce électronique                                                            | 1 mort                                             | |
| Volokolamsk                                 | 12 septembre 2022 | Entrepôt de dépôt de copeaux de plastique                                                    | Pas de victimes                                    | |
| Novokuznetsk                                | 26 septembre 2022 | Aciérie appartenant à Roman Abramovitch                                                      | Pas de victimes                                    | |
| Crimée                                      | 8 octobre 2022    | Pont de Crimée                                                                               | 4 victimes                                         | |
| Moscou                                      | 9 octobre 2022    | Tour de télévision et de radio                                                               | Pas de victimes                                    | |
| Belgorod                                    | 11 octobre 2022   | Sous-station électrique                                                                      | Pas de victimes                                    | |
| Riazan                                      | 21 octobre 2022   | Usine de poudre à canon                                                                      | 16 morts                                           | |
| Saint-Pétersbourg                           | 26 octobre 2022   | Entrepôt                                                                                     | Pas de victimes                                    | |
| Stal'noi Kon'                               | 16 novembre 2022  | Dépôt pétrolier                                                                              | Pas de victimes                                    | |
| près de Saint-Pétersbourg                   | 19 novembre 2022  | Gazoduc                                                                                      | Pas de victimes                                    | |
| Moscou                                      | 21 novembre 2022  | Entrepôt à proximité de trois gares                                                          | 5 morts                                            | |
| Souraj                                      | 29 novembre 2022  | Réservoir de stockage d'huile                                                                | Pas de victimes                                    | |
| Perm                                        | 30 novembre 2022  | Centrale Thermique (toit de la salle des machines)                                           | 2 blessés                                          | |
| Khimki, près de Moscou                      | 9 décembre 2022   | Centre commercial MEGA Khimki, explosion et incendie couvrant 18 000 mètres carrés,          | 1 mort                                             | Piste criminelle privilégiée par les enquêteurs,                                                              |
| Barnaoul                                    | 9 décembre 2022   | Usine de fabrication de pneus                                                                | Pas de victimes                                    | |
| Moscou                                      | 10 décembre 2022  | Musée des Beaux-Arts Pouchkine, l'un des plus célèbres musées de Moscou                      | Pas de victimes                                    | Aucune œuvre touchée par le feu                                                                               |
| Balachikha                                  | 12 décembre 2022  | Centre commercial                                                                            | Pas de victimes                                    | |
| Nijnekamsk                                  | 12 décembre 2022  | Usine de caoutchouc synthétique                                                              | Pas de victimes                                    | |
| Saint-Pétersbourg                           | 13 décembre 2022  | Usine de construction de machines                                                            | Pas de victimes                                    | |
| Angarsk                                     | 15 décembre 2022  | Usine pétrochimique d'Angarsk (la plus grande raffinerie de pétrole de Russie) ,             | 2 morts et 4 blessés                               | |
| Vladivostok                                 | 17 décembre 2022  | Entrepôt d’usine de confiserie                                                               | Pas de victimes                                    | |
| Verkhnemarkovo, oblast d'Irkoutsk           | 18 décembre 2022  | Champ de condensats de pétrole et de gaz                                                     | Pas de victimes                                    | |
| Kalinino                                    | 20 décembre 2022  | Gazoduc                                                                                      | 3 morts                                            | |
| Kourgane                                    | 20 décembre 2022  | Centre de service automobile Kamaz                                                           | Pas de victimes                                    | |
| Mourmansk                                   | 22 décembre 2022  | Porte-avions Amiral Kuznetsov                                                                | Pas de victimes                                    | |
| Moscou                                      | 23 décembre 2022  | Base militaire                                                                               | Pas de victimes                                    | |
| Mourmansk                                   | 24 décembre 2022  | Base d'approvisionnement                                                                     | Pas de victimes                                    | |
| Novossibirsk                                | 26 décembre 2022  | Entrepôt                                                                                     | Pas de victimes                                    | |
| Saint-Pétersbourg                           | 29 décembre 2022  | Entrepôt,                                                                                    | Pas de victimes                                    | |
| Kronstadt                                   | 30 décembre 2022  | Pétrolier                                                                                    | Pas de victimes                                    | |

### 2023
| Lieu                                  | Date                        | Installation                             | Morts           | Circonstances notables |
| ------------------------------------- | --------------------------- | ---------------------------------------- | --------------- | ---------------------- |
| Novy Oskol                            | 3 janvier 2023              | Installation militaire                   | Pas de victimes |                        |
| Saint-Pétersbourg                     | 5 janvier 2023              | Usine de machines agricoles              | 2 morts         |                        |
| Moscou                                | 6 janvier 2023              | Ministère étranger                       | Pas de victimes |                        |
| Barnaoul                              | 8 janvier 2023              | Centre commercial                        | Pas de victimes |                        |
| Bratsk                                | 9 janvier 2023              | Bureau d'enrôlement militaire            | Pas de victimes |                        |
| Moscou                                | 10 janvier 2023             | Service automobile                       | Pas de victimes |                        |
| Oust-Ilimsk                           | 10 janvier 2023             | Usine de bois de Sosnovaya Liniya        | Pas de victimes |                        |
| Moscou                                | 11 janvier 2023             | Chantier de construction                 | Pas de victimes |                        |
| Saint-Pétersbourg                     | 12 janvier 2023             | Entrepôt                                 | Pas de victimes |                        |
| Manjerok                              | 17 janvier 2023             | Hôtel                                    | Pas de victimes |                        |
| Angarsk                               | 21 janvier 2023             | Dépôt pétrolier                          | Pas de victimes |                        |
| Moscou                                | 28 janvier 2023             | Entrepôt                                 | Pas de victimes |                        |
| Kstovo                                | 7 février 2023              | Raffinerie de pétrole                    | Pas de victimes |                        |
| Novochakhtinsk                        | 8 février 2023              | Raffinerie de pétrole                    | Pas de victimes |                        |
| Yeremeytsevo, Oblast de Iaroslavl     | 13 février 2023             | Pipeline                                 | Pas de victimes |                        |
| Yangiskain                            | 13 février 2023             | Complexe d'élevage                       | Pas de victimes |                        |
| Moscou                                | 14 février 2023             | Station-service automobile               | Pas de victimes |                        |
| Kazan                                 | 14 février 2023             | Entrepôt de caoutchouc                   | Pas de victimes |                        |
| Kolomna                               | 14 février 2023             | Entrepôt                                 | Pas de victimes |                        |
| Magadan                               | 17 février 2023             | Entrepôt de camions                      | Pas de victimes |                        |
| Oufa                                  | 17 février 2023             | Usine chimique                           | Pas de victimes |                        |
| Krasnoïarsk                           | 22 février 2023             | Entrepôt                                 | Pas de victimes |                        |
| Touapsé                               | 28 février 2023             | Terminal pétrolier                       | Pas de victimes |                        |
| Saint-Pétersbourg                     | 2 mars 2023                 | Entrepôt textile et complexe de bureaux  | 1 morts         |                        |
| Vidnoïe                               | 5 mars 2023                 | Usines de charbon et de gaz              | Pas de victimes |                        |
| Moscou                                | 7 mars 2023                 | Bâtiment du ministère de l'Intérieur     | Pas de victimes |                        |
| Kolyubakino, Oblast de Moscou         | 11 mars 2023                | Usine de production de plastique         | Pas de victimes |                        |
| Rostov-sur-le-Don                     | 16 mars 2023                | Bâtiment du FSB                          | 1 morts         |                        |
| Dolgoproudny                          | 18 mars 2023                | Usine chimique                           | Pas de victimes |                        |
| Iaroslavl                             | 23 mars 2023                | Usine automobile                         | Pas de victimes |                        |
| Aramil                                | 24 mars 2023                | Entreprise de recherche et de production | Pas de victimes |                        |
| Aksaï                                 | 25 mars 2023                | Entrepôt                                 | Pas de victimes |                        |
| Pelym, Ivdel, Oblast de Sverdlovsk    | 30 mars 2023                | Gazoduc                                  | Pas de victimes |                        |
| Moscou                                | 5 avril 2023                | Ministère de la Défense                  | Pas de victimes |                        |
| Voronej                               | 7 avril 2023                | Usine aéronautique                       | Pas de victimes |                        |
| Nakhabino, Oblast de Moscou           | 10 avril 2023               | Entrepôt de pièces automobiles,          | Pas de victimes |                        |
| Kazan                                 | 16 avril 2023               | Terrain d'entraînement de chars          | Pas de victimes |                        |
| Stavropol                             | 4 mai 2023                  | Usine de production de béton             | Pas de victimes |                        |
| Moscou                                | 4 mai 2023                  | Bâtiment administratif                   | Pas de victimes |                        |
| Odintsovo                             | 30 mai 2023                 | Entrepôt de papier                       | 3 morts         |                        |
| Novotcherkasskaïa, Oblast de Rostov   | 14 juin 2023                | Centrale électrique                      | Pas de victimes |                        |
| Voronej                               | 24 juin 2023                | Dépôt de carburant                       | Pas de victimes |                        |
| Crimée                                | 17 juillet 2023             | Pont de Crimée                           | 2 morts         |                        |
| Serguiev Possad                       | 9 août 2023                 | Usine d'optique                          | 2 morts         |                        |
| Makhatchkala                          | 14 août 2023                | Station essence                          | 35 morts        |                        |
| Saint-Pétersbourg                     | 3 septembre 2023            | Dépôt pétrolier de Ruchi                 | Pas de victimes |                        |
| Moscou                                | 26 octobre 2023             | Centrale thermoélectrique                | Pas de victimes |                        |
| Tcheliabinsk                          | 26 novembre 2023            | Usine de tracteurs de Tcheliabinsk       | Pas de victimes |                        |
| tunnel de Severomouïsk Pont du Diable | 30 novembre 1 décembre 2023 | tunnel puis pont ferroviaire,.           | Pas de victimes |                        |

### 2024
| Lieu              | Date            | Installation                 | Morts           | Circonstances notables |
| ----------------- | --------------- | ---------------------------- | --------------- | ---------------------- |
| Saint-Pétersbourg | 21 janvier 2024 | Terminal de gaz              | Pas de victimes |                        |
| Belgorod          | 15 février 2024 | Centre commercial            | 6 morts         |                        |
| Tchapaïevsk       | 4 mars 2024     | Pont ferroviaire             | Pas de victimes |                        |
| Vyborg            | 19 mai 2024     | Dépôt pétrolier              | Pas de victimes |                        |
| Moscou            | 14 juin 2024    | Bureau d'études de Soukhoï   | Pas de victimes |                        |
| Moscou            | 24 juin 2024    | Institut de recherche Platan | 8               |                        |